# Битва под Седневом
Битва под Седневом — эпизод Левобережного восстания запорожских казаков против Российского царства. 

## Предыстория
Наказной гетман Демьян Многогрешный, поставленный Петром Дорошенко во главе северских полков, стоял в сентябре 1668 года с войском под Седневом, пока царское войско во главе с Григорием Ромодановским штурмовало Чернигов. Ввиду того, что 24-тысячное войско Ромодановского было значительно крупнее сил, имевшихся в распоряжении самого Многогрешного, последний не решался оказывать помощь осаждённым во главе с Иваном Самойловичем и дожидался помощи со стороны Дорошенко, которую тот почти не оказал. Взяв основную часть Чернигова и деблокировав тамошний русский гарнизон, Ромодановский послал под Седнев часть войск во главе со своим сыном стольником Андреем Ромодановским. 

## Битва
Многогрешный «со многими черкасы и с волохи и с татары» вышел навстречу русскому войску и между ними произошло сражение, в результате которого войско Многогрешного было обращено в бегство. Бегущих преследовали и секли до самого города.

## Последствия
Укрывшийся в Седневе Многогрешный начал переговоры о мире, которые в конечном итоге привели к его разрыву с Дорошенко и подписанию Глуховских статей.